# Parafia św. Jakuba Starszego w Lubichowie
Parafia Świętego Jakuba Starszego w Lubichowie – rzymskokatolicka parafia w Lubichowie. Należy do dekanatu skórzeckiego diecezji pelplińskiej. Erygowana w 1870 roku.

## Proboszczowie
- ks. Klemens Przeworski (1945–1968)
- ks. Adam Majka (1968–1990)
- ks. Jan Edward Kulas (1990–2019)
- ks. Tomasz Patoka (od 2019)